# Base aérienne de Soewondo

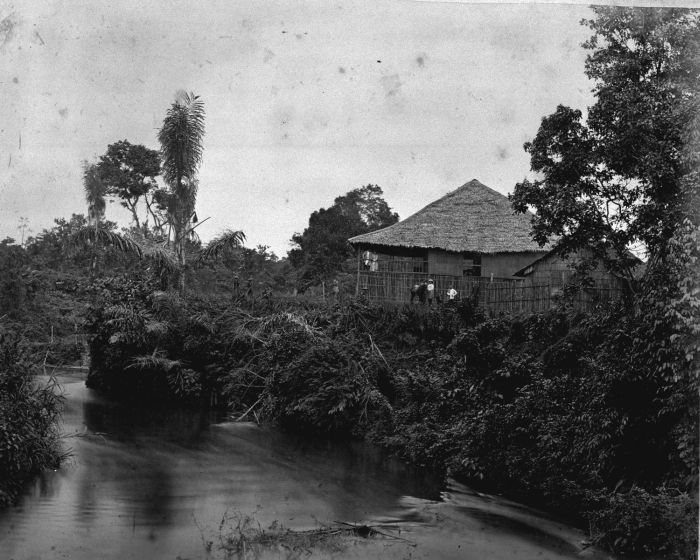
La maison du baron Michalski au bord du fleuve Deli dans les années 1870

Pour les articles homonymes, voir Polonia (homonymie).
L'aéroport de Medan-Polonia (code IATA : MES • code OACI : WIMM) est l'ancien aéroport international situé à Polonia, près de la ville de Medan, capitale de la province indonésienne de Sumatra du Nord et plus grande ville de l'île de Sumatra. Remplacé par le nouvel aéroport de Kualanamu, inauguré le 25 juillet 2013, il a été restitué à l'armée de l'air indonésienne et renommé base aérienne de Soewondo.
Le nom « Polonia » est celui d'une ancienne plantation qu'avait établie en cet endroit dans les années 1870 un Polonais, le baron Michalski, en honneur de sa patrie, qui n'était pas indépendante à l'époque.

Avec 7,9 millions de passagers en 2012, L'aéroport de Polonia était le 5e aéroport d'Indonésie, après Jakarta Soekarno-Hatta, Surabaya Juanda, Denpasar Ngurah Rai et Makassar Sultan Hasanuddin.

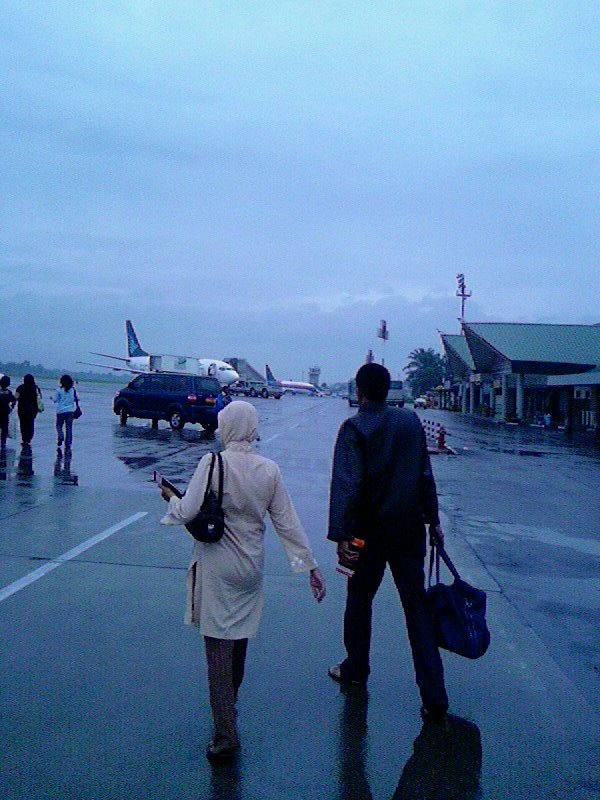
Le tarmac de Polonia

## Installations

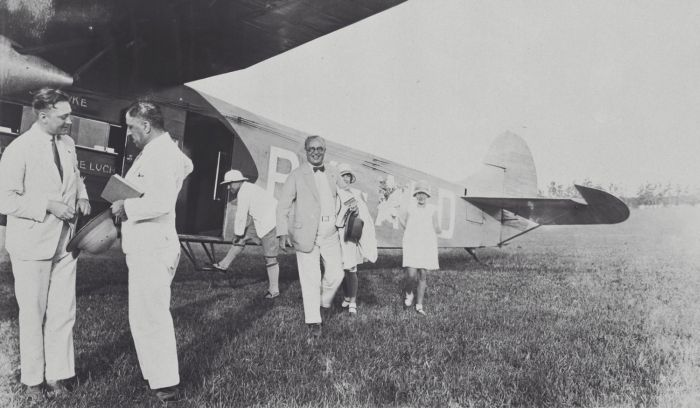
Arrivée du premier avion sur l'aérodrome de Polonia en 1930

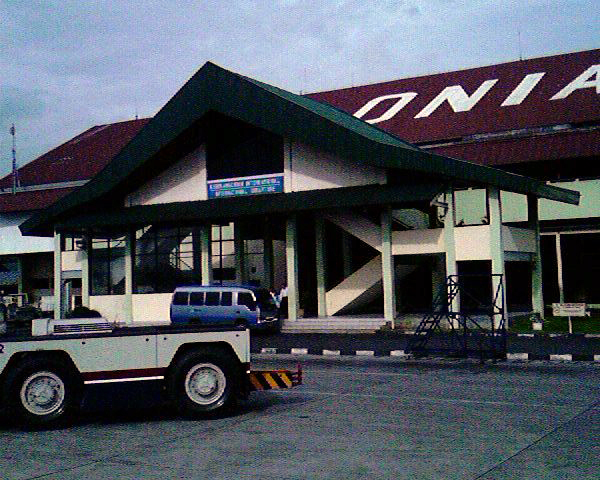
L'ancienne aérogare de l'aéroport de Polonia

L'aéroport ne possède qu'une seule piste (orientée 05/23) de 2900 mètres de long et 45 mètres de large. Il est entouré de zones résidentielles, ce qui explique le nombre élevés de morts dans l'accident du vol Mandala 091 de septembre 2005. En 2006, un incendie a endommagé l'aire des arrivées internationales.
Une croyance locale dit que le bruit des avions chasse les esprits malveillants.

## Statistiques
| Année | Passagers | Fret (tonnes) | Mouvements d'appareils |
| ----- | --------- | ------------- | ---------------------- |
| 2003  | 2 736 332 | 23 488        | 36 359                 |
| 2004  | 3 816 337 | 28 084        | 44 228                 |
| 200 5 | 4 033 073 | 31 347        | 55 839                 |
| 2006  | 4 597 268 | 32 780        | 50 512                 |
| 2007  | 5 456 558 | 50 580        | 54 238                 |
| 2008  | 4 816 852 | 48 843        | 52 737                 |
| 2009  | 4 913 735 | 49 272        | 50 303                 |
| 2010  | 6 238 977 | 35 709        | 58 438                 |
| 2011  | 7 170 107 | 47 254        | 61 755                 |
| 2012  | 7 890 796 | 58 813        | 67 966                 |

Source : www.azworldairports.com

## Accidents
L'aéroport a connu 4 accidents graves :
- En 1979, le crash d'un Fokker F28-1000 de la compagnie nationale Garuda Indonesia tuant 64 personnes.
- En 1987, le crash du vol Garuda Indonesia 035, un Douglas DC-9, qui avait heurté un pylone électrique à l'approche, tuant 32 personnes.
- En 1997, le crash du vol Garuda Indonesia 152, un Airbus A300, contre la montagne près de Medan, tuant 234 personnes.
- En 2005, le crash du vol Mandala Airlines 091, un Boeing 737-200, lors du décollage, tuant 149 personnes.
- Le 30 juin 2015, le crash d'un Lockheed C-130 Hercules tuant 113 personnes.

## Incidents
Le 10 avril 2014, un monomoteur Swearingen SX300 immatriculé N54JX (donc aux États-Unis) en provenance de Colombo au Sri Lanka et entré sans autorisation dans l'espace aérien indonésien a été forcé par des F-16 de l'armée de l'air indonésienne d'atterrir à Soewondo. Le pilote était suisse.
Un incident similaire était survenu le 30 septembre 2012, dans lequel deux Sukhoi Su-27 de la base aérienne Hasanuddin avaient forcé un monomoteur Cessna 208 piloté par un Américain, qui était également entré sans autorisation dans l'espace aérien indonésien, à atterrir sur l'aéroport de Balikpapan à Kalimantan oriental.

## Nouvel aéroport
L'aéroport de Polonia souffrait d'une piste de 2 900 mètres, trop courte, de la proximité du mont Sibayak et sa situation au milieu de la ville. Il était en outre surchargé, avec un trafic annuel de 4,5 millions de passagers dans des installations conçues pour seulement 900 000.
La construction d'un nouvel aéroport à Kualanamu, à 20 km au nord-est de Medan, à 3 km de la mer, sur un site de 6,5 km x 2,1 km, avait été décidée en 1992, à la suite de problèmes de sécurité. La crise financière asiatique de 1997 l'a reportée. Le crash du vol RI 091 de la compagnie Mandala Airlines le 5 septembre 2005 a relancé cette construction qui a commencé en juin 2006 pour une ouverture initialement prévue en octobre 2009 et un coût évalué à 485 million de $. Il a été inauguré le 25 juillet 2013,
L'aéroport de Polonia, quant à lui, a été restitué à l'armée de l'air indonésienne et renommé base aérienne de Soewondo.